# Староселье (Пинский район)
Староселье (бел. Старасе́лле) — деревня в Пинском районе Брестской области Беларуси. Входит в состав Сошненского сельсовета.

## География
Деревня расположена в 24 км на северо-восток от Пинска и в 200 км на восток от Бреста.

## История
В 1909 году в Погост-Загородской волости Пинского уезда Минской губернии.
До 21 марта 1988 года в составе Парохонского сельсовета.

## Население

### Численность
- 2009 год — 35 жителей

### Динамика
- 1909 год — 144 жителей, 20 дворов (деревня); 8 жителей, 2 двора (имение)[2]
- 1999 год — 55 жителей (перепись населения)
- 2009 год — 35 жителей (перепись населения)[2]

## Достопримечательность
- Фамильные захоронения Свежинских[4]. Фамильные захоронения Свежинских в Староселье расположены на так называемом польском кладбище. Захоронения Свежинских появились в конце XIX и начале XX веков. Поместье этого шляхетского рода находится недалеко, в деревне Огаревичи в Ганцевичском районе.